# Lionel Dauriac
Lionel Dauriac (født 19. november 1847 i Brest,  død 26. maj 1923 i Paris) var en fransk musikforfatter.
Dauriac tog doktorgraden ved Sorbonne i Paris, hvortil han, efter at have virket som professor i Montpellier, kaldtes som professor i æstetik og tonepsykologi (1896). Dauriac har blandt andet skrevet La psychologie dans l'opéra français, Essai sur l'esprit musical, Rossini, biographie critique (i samlingen Les musiciens célèbres) og Le musicien-poète Richard Wagner.